# خيانة يهوذا

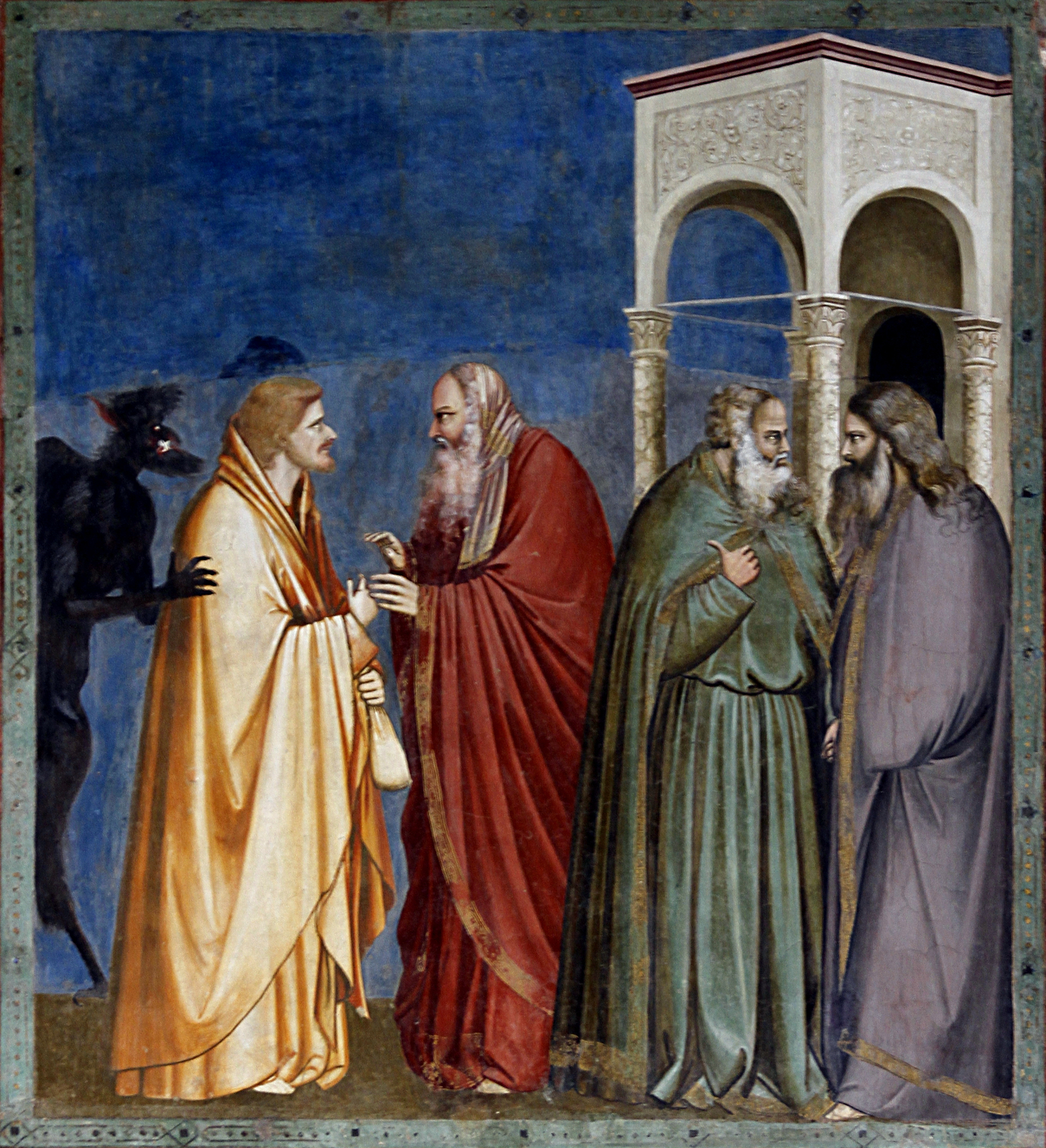
يهوذا الاسخريوطي ويقف خلفه الشيطان يتفاوض مع رؤساء الكهنة حول ثمن يسوع. لوحة من القرن الرابع عشر.

خيانة يهوذا، هي الحدث المذكور في العهد الجديد، بوصفه تواطئ يهوذا الإسخريوطي أحد تلاميذ المسيح الإثني عشر مع أعضاء المجلس الأعلى لليهود، بهدف تسليم المسيح مقابل ثلاثين قطعة من الفضة. اعتبرت خيانة يهوذا، واحدة من أشهر الخيانات في التاريخ البشري.

## الرواية في العهد الجديد
كانت العلاقة بين الطبقة الدينية اليهودية ممثلة بالفريسيين والصدوقيين والكتبة، ويسوع علاقة متوترة. فقد انتقد يسوع طويلاً تصرفاتهم وتحويرهم جوهر الشريعة بل شبههم بالقبور؛لو 44:11] وقد حاولوا هم أيضًا قتله في الناصرة وكفر ناحوم وتآمروا عليه غير مرة لكنهم فشلوا.مت 14:12] وأخيرًا وبعد ثلاث سنوات حسب التقليد الكنسي أو فترة أقل حسب بعض الباحثين، ينقل إنجيل يوحنا خوف رجال الدين اليهود من تزايد عدد اليهود المؤمنين به،يو 11:45] وتصاعد خوفهم من أن يكون برنامجه يحوي ثورة سياسية على الإمبراطورية الرومانية تؤدي إلى تدمير الحكم الذاتي الذي تمتع به اليهود.يو 11:48] وفي تلك الجلسة ينقل إنجيل يوحنا عن كبير الكهنة قيافا قوله: «ألا تفهمون أنه من الأفضل أن يموت رجل واحد فدى الأمة، بدلاً من أن تهلك الأمة كلها».يو 11:50]
وضّح إنجيل يوحنا من خلال ذلك، أن حماة اليهودية إنما كانوا في الواقع عملاء للرومان، وإلى جانب الخوف السياسي يشير باحثو الكتاب المقدس أن رسالة يسوع تناقض سلطة رجال الدين وتلغي امتيازاتهم، إلى جانب عدم تقبلهم جوهر رسالته واتهامهم إياه بالكفر والتجديف.مت 8:3] وخلال أسبوع الفصح الذي دخل به يسوع إلى القدس، وينقل التقليد أنه يوم الأربعاء، تقدّم يهوذا الاسخريوطي لكي يسلمه، ويوضح كل من إنجيل يوحنا وإنجيل لوقا أن هذا الفعل تمّ بدافع من الشيطان.لو 22:3] ويتفق المؤرخون وكذلك الباحثون في الكتاب المقدس أن يهوذا كان من جماعة الزيلوت أو الغيورين ينتظر أن يشرع المسيح المنتظر في ثورة مسلحة ضد الرومان، يعلن في نهايتها إعادة إقامة مملكة إسرائيل الموحدة.
ويظهر الكتاب المقدس أن سائر التلاميذ الاثني عشر كانت لديهم مثل هذه الفكرة الرائجة في المجتمع، غير أنهم عدلوا عنها لاحقًا في حين ظلّ يهوذا متمسكًا بمملكة سياسية لا روحية، ومخلص بالمعنى الدنيوي لا الديني للكلمة، ودفعه اليأس من تحقيق أهداف جماعته، إلى تسليم سيده كما سُلم الكثير من الثوار ضد روما والذي اعتقد الشعب اليهودي أنهم «المسيح»، ليتبين لاحقًا فشلهم. ويقدم إنجيل متى ثمنًا لقاء تسليم يهوذا ليسوع، وهو ثلاثين قطعة من الفضة والتي تعادل ثمن العبد في الشريعة اليهودية. وينقل إنجيل مرقس فرح الفريسيين والكتبة بالصفقة.مر 11:14] وعمومًا فقد أشار يسوع في مواضع عدة إلى موته وقيامته،مت 16:21] ومنها: «إن ابن الإنسان قد جاء لا ليخدَم، بل ليخدُم ويبذل نفسه فدية عن كثيرين».مت 20:28]